# Championnat d'Afrique féminin de basket-ball 2005
Navigation
Mozambique 2003 Sénégal 2007
Le Championnat d'Afrique féminin de basket-ball de la FIBA 2005 est le 17e championnat FIBA Afrique pour les femmes, placé sous l’égide de la FIBA, instance mondiale régissant le basket-ball.
Le tournoi est organisé par le Nigeria du 20 au 28 décembre 2005 à Abuja. Il est remporté par le pays hôte qui bat le Sénégal en finale.

## Compétition

### Premier tour

#### Groupe A
| Groupe A |          |     |   |   |   |     |     |      |
|          | Équipe   | Pts | J | G | P | PP  | PC  | Diff |
| 1        | Sénégal  | 8   | 4 | 4 | 0 | 267 | 169 | +98  |
| 2        | Nigeria  | 7   | 4 | 3 | 1 | 312 | 170 | +142 |
| 3        | Mali     | 6   | 4 | 2 | 2 | 259 | 202 | +57  |
| 4        | Cap-Vert | 5   | 4 | 1 | 3 | 209 | 298 | -89  |
| 5        | Togo     | 4   | 4 | 0 | 4 | 127 | 335 | −208 |

#### Groupe B
| Groupe B |            |     |   |   |   |     |     |      |
|          | Équipe     | Pts | J | G | P | PP  | PC  | Diff |
| 1        | RD Congo   | 8   | 4 | 4 | 0 | 276 | 176 | +100 |
| 2        | Mozambique | 7   | 4 | 3 | 1 | 228 | 190 | +38  |
| 3        | Angola     | 6   | 4 | 2 | 2 | 245 | 167 | +78  |
| 4        | Niger      | 5   | 4 | 1 | 3 | 165 | 280 | -115 |
| 5        | Gabon      | 4   | 4 | 0 | 4 | 145 | 246 | -101 |

### Tour final
|  | Demi-finales | Demi-finales | Demi-finales | Demi-finales |                               |         | Finale      | Finale      | Finale      | Finale      |
|  |              |              |              |              |                               |         |             |             |             |             |
|  | 27 décembre  | 27 décembre  | 27 décembre  | 27 décembre  |                               |         | 28 décembre | 28 décembre | 28 décembre | 28 décembre |
|  | Sénégal      | Sénégal      | 66           | 66           |                               |         | 28 décembre | 28 décembre | 28 décembre | 28 décembre |
|  | Sénégal      | Sénégal      | 66           | 66           |                               |         | 28 décembre | 28 décembre | 28 décembre | 28 décembre |
|  | Mozambique   | Mozambique   | 37           | 37           |                               |         | 28 décembre | 28 décembre | 28 décembre | 28 décembre |
|  | Mozambique   | Mozambique   | 37           | 37           | Sénégal                       | Sénégal | 57          | 57          |             |             |
|  | 27 décembre  |              |              |              | Sénégal                       | Sénégal | 57          | 57          |             |             |
|  |              |              | Nigeria      | Nigeria      | 64                            | 64      |             |             |             |             |
|  | RD Congo     | RD Congo     | Nigeria      | Nigeria      | 64                            | 64      | 66          | 66          |             |             |
|  | RD Congo     | RD Congo     |              |              |                               |         |             | 66          |             |             |
|  | Nigeria      | Nigeria      | 78           | 78           |                               |         |             |             |             |             |
|  | Nigeria      | Nigeria      | 78           | 78           | Match pour la troisième place |         |             |             |             |             |
|  |              |              |              |              |                               |         |             |             |             |             |
|  | 28 décembre  |              |              |              |                               |         |             |             |             |             |
|  | RD Congo     | RD Congo     | 51           | 51           |                               |         |             |             |             |             |
|  | RD Congo     | RD Congo     | 51           | 51           |                               |         |             |             |             |             |
|  | Mozambique   | Mozambique   | 59           | 59           |                               |         |             |             |             |             |
|  | Mozambique   | Mozambique   | 59           | 59           |                               |         |             |             |             |             |

## Classement final
| Place                       | Équipes    | V-D |
| --------------------------- | ---------- | --- |
| Médaille d'or, Afrique      | Nigeria    | 5-1 |
| Médaille d'argent, Afrique  | Sénégal    | 5-1 |
| Médaille de bronze, Afrique | Mozambique | 4-2 |
| 4                           | RD Congo   | 4-2 |
| 5                           | Mali       | 3-2 |
| 6                           | Angola     | 2-3 |
| 7                           | Cap-Vert   | 2-3 |
| 8                           | Niger      | 1-4 |
| 9                           | Gabon      | 1-4 |
| 10                          | Togo       | 0-5 |